# Suore di Santa Maria di Loreto
Le Suore di Santa Maria di Loreto sono un istituto religioso femminile di diritto pontificio.

## Storia
La congregazione fu fondata il 10 novembre 1891 da Maria Bonardi per la gestione dell'asilo infantile di Sant'Antonio di Saluggia già diretto dalle Suore del Buon Consiglio, che erano state costrette ad abbandonare la diocesi di Vercelli dal vescovo Lorenzo Pampirio.
Da Vercelli, dove nel 1911 venne trasferita la casa madre, le suore si diffusero in varie zone di Piemonte, Lombardia e Veneto; nel 1971, su invito della CEI, hanno iniziato a dedicarsi all'educazione dei figli degli emigrati italiani nella Svizzera tedesca.
L'istituto ricevette il pontificio decreto di lode il 10 dicembre 1954 e le sue costituzioni furono approvate definitivamente il 26 marzo 1962.

## Attività e diffusione
Le religiose sono attive nel campo della pastorale parrocchiale e scolastica.
Oltre che in Italia, sono presenti in Kenya; la sede generalizia è a Vercelli.
Alla fine del 2020 la congregazione contava 70 suore in 13 case.